# Tessa Korber

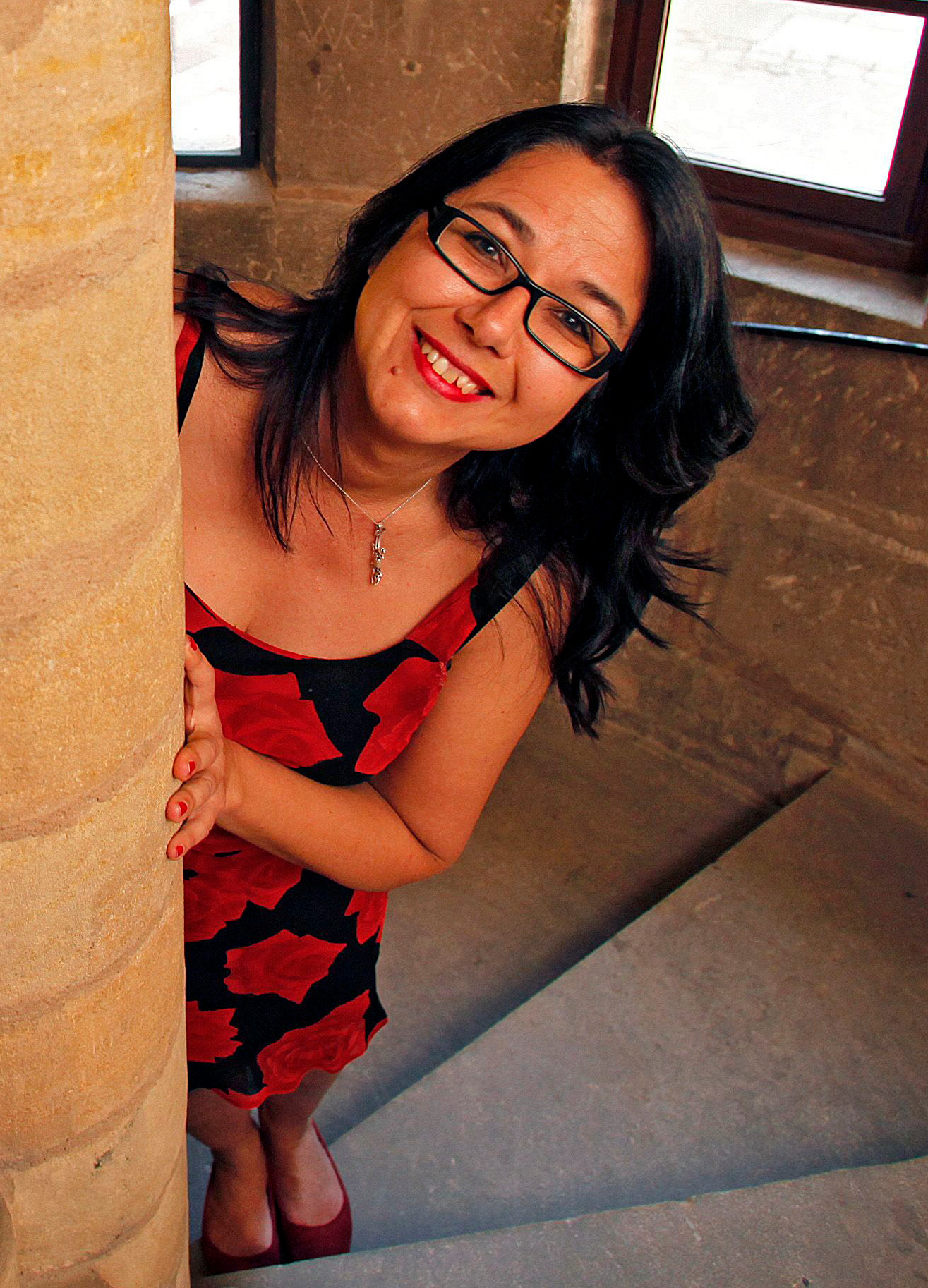
Tessa Korber (2013)

Tessa Korber (* 23. Juni 1966 in Grünstadt, Pfalz) ist eine deutsche Schriftstellerin.

## Leben
Tessa Korber lebt seit ihrem vierten Lebensjahr in Franken und besuchte in Forchheim die Grundschule und das neusprachliche Gymnasium. Nach dem Abitur studierte sie Neuere deutsche Literaturwissenschaft, Neuere Geschichte und Kommunikationswissenschaft. 1997 promovierte sie an der Friedrich-Alexander-Universität Erlangen-Nürnberg summa cum laude mit einer Arbeit über „Technikerlebnis und Technik als Motiv in der Literatur der frühen Moderne“. Tessa Korber arbeitete in Verlag und Buchhandel, als Werbetexterin und Dozentin.
Seit ihrem Bestseller-Erfolg Die Karawanenkönigin ist sie freie Schriftstellerin und wurde als Autorin umfangreich recherchierter historischer Romane und Krimis bekannt. Sie schuf die Krimireihe um Jeannette Dürer, deren Handlung sich hauptsächlich im Umfeld des Städtedreiecks Nürnberg/Fürth/Erlangen bewegt. Mit dieser Reihe gilt sie als Mitbegründerin des fränkischen Regionalkrimis. Ihre aktuellen Romane sind allerdings regional übergreifend. So sind die beiden Bestatterkrimis Gemordet wird immer und Zum Sterben schön nur oberflächlich in der Metropolregion Nürnberg verortet.
Korber schreibt unter diversen Pseudonymen (Franka Villette, Sophia Palmer, Charlotte Winter). Unter den Pseudonymen Alice Braga und Serena David hat sie auch Fantasy-Romane veröffentlicht. Ihre Werke wurden unter anderem ins Spanische, Tschechische und Türkische übersetzt. 2010 wurde Korber mit dem Forchheimer Kulturpreis ausgezeichnet. Neben ihrer schriftstellerischen Tätigkeit ist die Autorin auch als Herausgeberin von Anthologien aktiv.
Bei ihren Fernsehauftritten im Kölner Treff und im Nachtcafé 2012 berichtete Korber von dem Leben mit ihrem autistischen Sohn Simon. Sie hat dieses Thema auch in ihrem Buch Ich liebe dich nicht, aber ich möchte es mal können verarbeitet.
Ab 2012 war Korber mit dem Autor Christian Klier verheiratet, mit dem sie in Gemeinschaftsarbeit den Kriminalroman Knochenjob und den Zeitreise-Thriller JACK (unter Pseudonym) verfasst hat. Nach der Trennung ist sie seit 2020 mit dem Schriftsteller Elmar Tannert verheiratet.

## Werke
Historische Romane
- Die Karawanenkönigin. Droemer Knaur, München 1998, ISBN 978-3426611289.
- Die Kaiserin. Droemer Knaur, München 2000, ISBN 978-3426617250.
- Der Medicus des Kaisers. Droemer Knaur, München 2001, ISBN 978-3426617250.
- Berenike. Droemer Knaur, München 2003, ISBN 978-3426627662.
- Die Königin von Saba. Eichborn, Frankfurt a. M. 2005, ISBN 978-3821857480.
- Die Magd und die Königin. Eichborn, Frankfurt a. M. 2007, ISBN 978-3821857862.
- Die Hüterin. Bastei Lübbe, Bergisch Gladbach 2008, ISBN 978-3785723258.
- Das Erbe der Schlange. Bastei Lübbe, Köln 2009, ISBN 978-3404165452.
  - Fortsetzung von Die Hüterin
- Das letzte Lied des Troubadours Bastei Lübbe, Köln 2012, ISBN 978-3404165452.

Krimireihe im Nürnberger Umfeld
- Toter Winkel. Aufbau Verlag, Berlin 2000, ISBN 978-3-8412-0796-8.
- Tiefe Schatten. Aufbau Verlag, Berlin 2001, ISBN 978-3-8412-0797-5.
- Falsche Engel. Aufbau Verlag, Berlin 2003, ISBN 978-3-8412-0798-2.
- Triste Töne. Aufbau Verlag, Berlin 2004, ISBN 978-3-8412-0799-9.
- Kalte Herzen. Aufbau Verlag, Berlin 2005, ISBN 978-3-8412-0800-2.
- Teurer Spaß. Aufbau Verlag, Berlin 2007, ISBN 978-3-8412-0801-9.
- Noch einmal sterben vor dem Tod. ars vivendi verlag, Cadolzburg 2020, ISBN 978-3-7472-0184-8.

Weitere Kriminalromane
- Das Leben ist mörderisch. ars vivendi verlag, Cadolzburg 2010, ISBN 978-3-89716-994-4.
- Todesfalter. Ein historischer Krimi um Maria Sibylla Merian. ars vivendi verlag, Cadolzburg 2011, ISBN 978-3-86913-098-9.
- Gemordet wird immer. btb Verlag, München 2012, ISBN 978-3-44274-171-7.
- Die Saubermänner. ars vivendi verlag, Cadolzburg 2013, ISBN 978-3-86913-205-1.
- Zum Sterben schön. btb Verlag, München 2014, ISBN 978-3-44274-725-2.
- Knochenjob. Berlin Verlag, München 2016, ISBN 978-3-83331-030-0
  - mit Christian Klier
- Die Katzen von Montmartre. btb Verlag, München 2016, ISBN 978-3-44271-444-5.

Andere Romane
- Kaspar & Hauser. ars vivendi verlag, Cadolzburg 2017, ISBN 978-3-86913-730-8.
- Alte Freundinnen. DuMont Buchverlag Köln 2021, ISBN 978-3-8321-6539-0
- Das Leben im Großen und Ganzen. DuMont Buchverlag Köln 2023, ISBN 978-3-8321-8211-3

Romane unter Pseudonym
- Die Frau des Wikingers (Franka Villette), 2004
- Das Dorf der Mütter (Franka Villette), 2005
- Odinstochter (Franka Villette), 2006
- Die Herrin der Gaukler (Sophia Palmer), 2005
- Die Herrin der Pferde (Charlotte Winter), 2009
- Das Dorf der Unsterblichen (Alice Braga), 2008
- Meerestochter (Serena David), 2011
- (mit Christian Klier) JACK

Sachbücher
- Ich liebe dich nicht, aber ich möchte es mal können, 2012
- Mein buntes Franken-Buch. Lesen – Malen – Basteln – Rätseln. Kinderfreizeitführer. ars vivendi verlag, Cadolzburg 2017, ISBN 978-3-86913-875-6.
  - mit Illustrationen von Annabell Stochay

Erzählungen und Beiträge
- Im Kreise meiner Lieben, Erzählung in: Weiberweihnacht. Hinreißende Geschichten zum Fest, 2003
- Die sieben Häupter (Kapitel 9 und 10), 2004
- Der zwölfte Tag (Kapitel 9 und 10), 2006
- Das dritte Schwert (Kapitel 21 und 22), 2008
- Alte Geschichten, Erzählung in: Tatort Franken, ars vivendi 2009
- Zeit der Gnade, Erzählung in: Das steinerne Auge, 2009
- Der Pelzmärtelmörder, Erzählung in: Der Pelzmärtelmörder, 2010
- Schneewandern, Erzählung in: Kältestarre, 2011
- Das Loch, Erzählung in: Tatort Franken 2, ars vivendi 2011
- Ein trauriger Fall, Erzählung in: Tatort Franken 3, ars vivendi 2012
- Schneeweißchen und Rosentod, Erzählung in: Tatort Garten, 2012
- Alles wird gut, Erzählung in: Mordsappetit, 2012
- Selbst-Justiz, Erzählung in: Geigen, Gauner, Griegeniffte, 2013
- (mit Christian Klier) Die Hochzeitsnacht, Erzählung in: Tatort Franken 4, ars vivendi 2013
- Johnny Walker geht, Erzählung in: Scotch as Scotch can, 2013
- Atemübung, Erzählung in: Leiche sucht Autor, 2013
- Die Weihnachtsflasche, Erzählung in: Christkindlesmorde, 2013
- Im Augenblick, Erzählung in: Kirchweihleichen, 2015
- Spiegelbilder, Erzählung in: Tatort Franken 5, ars vivendi 2015

Herausgeberschaften
- Fiese Morde aus der Provinz, 2011
- Auf leisen Pfoten kommt der Tod, 2013
- Katzen. Lyrische Liebeserklärungen. ars vivendi verlag, Cadolzburg 2017, ISBN 978-3-86913-849-7.
- Weinfrankenmorde. 9 Kurzkrimis aus Franken. ars vivendi verlag, Cadolzburg 2019, ISBN 978-3-7472-0054-4.
- Bocksbeutelmorde. 12 Weinfrankenkrimis. ars vivendi verlag, Cadolzburg 2020, ISBN 978-3-86913-725-4.

## Auszeichnungen
- 2010:  Forchheimer Kulturpreis Triton[2]